# Charlène Wittstock
Charlène Lynette Grimaldi, nata Wittstock, nota anche come Charlène di Monaco (Bulawayo, 25 gennaio 1978), è la principessa consorte del Principato di Monaco, in quanto moglie del principe Alberto II di Monaco, oltre che ex nuotatrice e modella.

## Biografia

### Infanzia
Nata a Bulawayo, in Rhodesia (odierno Zimbabwe), dove il padre, Michael Kenneth Wittstock, era proprietario di un'industria tessile, si è trasferita nel 1989 a Benoni, in Sudafrica. La madre, Lynette Humberstone, è stata una nuotatrice a livello agonistico e poi si è dedicata alla carriera di allenatrice di una squadra di nuoto femminile, instillando la passione per lo sport alla famiglia. Charlène ha due fratelli minori, Gareth (n. 1980), tecnico informatico, e Sean (n. 1983), rappresentante di vendita. Il padre di Charlène, profondamente legato alla sua terra, ha annunciato nell'aprile del 2011 di considerare la possibilità di trasferire la sua intera famiglia a Monaco da Benoni per l'incremento del tasso di criminalità in Sudafrica.
La famiglia Wittstock ha origini tedesche: uno degli antenati di Charlène, il trisnonno Martin Gottlieb Wittstock, assieme alla moglie Johanne Luise Schönknecht, emigrò in Sudafrica dal villaggio di Zerrenthin in Pomerania (Germania settentrionale) nel 1861. Qui Gottlieb aprì un'industria mineraria per l'estrazione di diamanti. Suo figlio, Heinrich Carl Wittstock, sposò Olive Florence Caldwell, di origini britanniche. Il figlio della coppia, Dudley Kenneth Wittstock, nonno paterno di Charlene, sposò Sylvia Fagan Nicolson, anch'ella di origini inglesi. Delle ricerche genealogiche sulla famiglia d'origine di Charlène sono state condotte in occasione delle sue nozze con Alberto II di Monaco nel 2011 e nel 2014 ha ricevuto una certificazione ufficiale per i suoi antenati irlandesi.

### Carriera sportiva
Appassionata di sport sin dalla gioventù, ha vinto due medaglie d'oro e una d'argento ai Giochi panafricani del 1999 tenutisi a Johannesburg. Ha rappresentato quindi il Sudafrica ai Giochi del Commonwealth nel 1998 e nuovamente nel 2002. Charlène ha partecipato alle olimpiadi di Sydney 2000 nella staffetta 4×100, classificandosi quinta. Ha vinto numerosi titoli nazionali, ma ha dovuto ritirarsi dalle competizioni nel 2008, dopo che un infortunio alla spalla le aveva impedito di partecipare alle olimpiadi di Pechino 2008.
In passato è stata legata sentimentalmente al nuotatore svedese Lars Frölander, al nuotatore britannico Robin Francis e dal 2002 al 2003 al rugbista sudafricano Andre Snyman.

### Fidanzamento e matrimonio

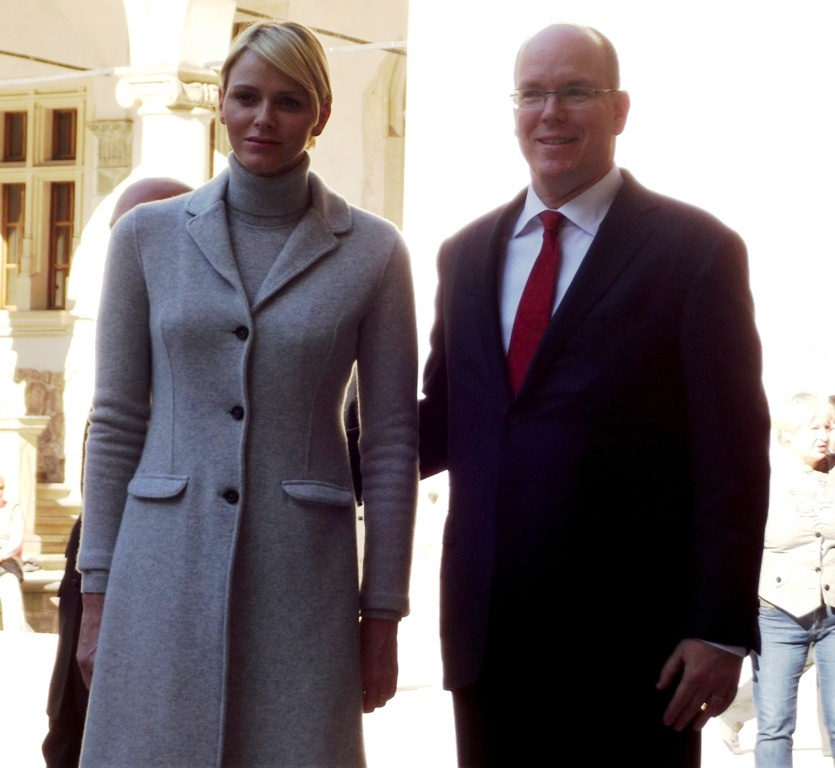
Alberto II di Monaco e Charlène Wittstock

È stata legata sentimentalmente dal 2006 (sebbene i due si conoscessero dal 2001) ad Alberto II di Monaco; il fidanzamento ufficiale è stato annunciato il 23 giugno 2010.
Lo stesso giorno Charlène, da protestante qual era, si è convertita al cattolicesimo, come richiesto dalla costituzione monegasca ai membri della famiglia reale.

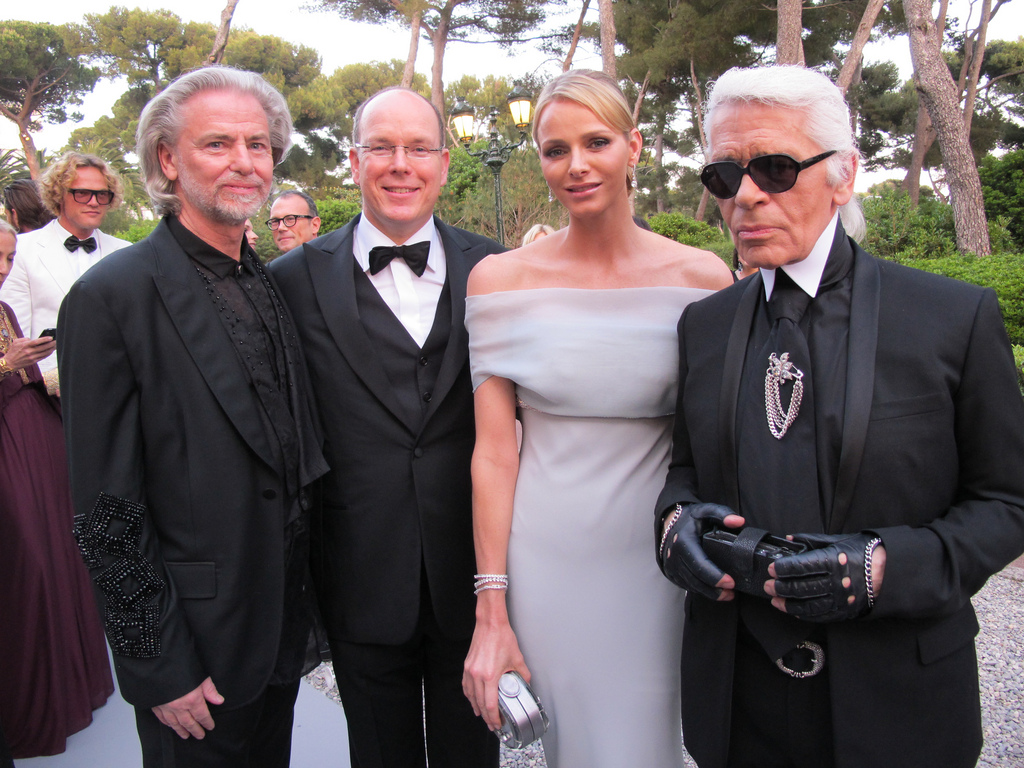
Il principe di Monaco e la consorte al galà "Cinema Against AIDS" con Karl Lagerfeld (a destra)

Il 1º luglio 2011 si è sposata con il principe Alberto II di Monaco con rito civile nella Sala del Trono del Palazzo dei Principi a Monaco Vecchia, diventando ufficialmente principessa consorte (la prima a ricoprire tale titolo dalla morte di Grace Kelly nel 1982) e ricevendo il trattamento di Sua Altezza Serenissima (S.A.S.).

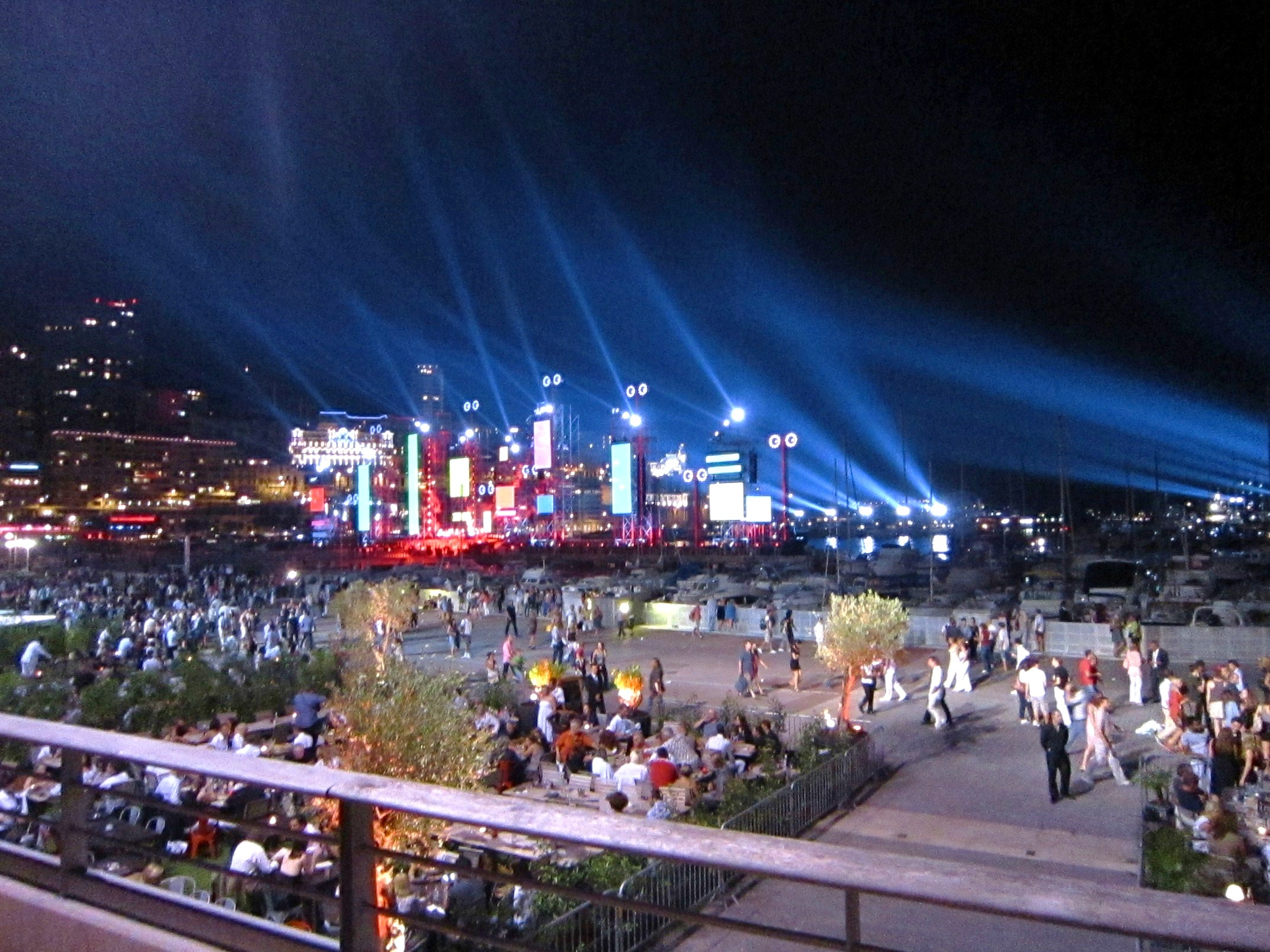
Festeggiamenti nel Principato di Monaco per il matrimonio di Charlène e Alberto

Ha contratto matrimonio con il principe Alberto II con rito religioso il 2 luglio 2011 nella Corte d'Onore del Palazzo dei Principi, la cerimonia è stata officiata dall'arcivescovo di Monaco, Bernard Barsi. Dal giorno successivo la coppia partì in luna di miele alla volta del Sudafrica, dove tra l'altro venne ricevuta a un pranzo ufficiale dal presidente Jacob Zuma.

### Principessa di Monaco
Uno dei primi incarichi ufficiali di rappresentanza all'estero per la principessa Charlène fu la sua visita in Sudafrica per partecipare al funerale di Nelson Mandela il 12 dicembre 2013, accompagnata dalla fedele segretaria personale, la principessa Corinna zu Sayn-Wittgenstein, nota filantropa.
Il 30 maggio 2014 fu annunciato che il principe Alberto e la principessa Charlène erano in attesa del loro primo figlio, la cui nascita era attesa per la fine dell'anno. Il 9 ottobre il Palazzo dei Principi confermò che in realtà la coppia aspettava due gemelli. Il 10 dicembre 2014 la principessa Charlène diede alla luce i due gemelli, una femmina e un maschio, battezzati rispettivamente Gabriella Thérèse Marie e Jacques Honoré Rainier: quest'ultimo, sulla base della legge semisalica in vigore nel principato, è il primo in linea di successione al trono monegasco.
La principessa parla l'afrikaans, l'inglese e il francese, e comprende il dialetto monegasco.

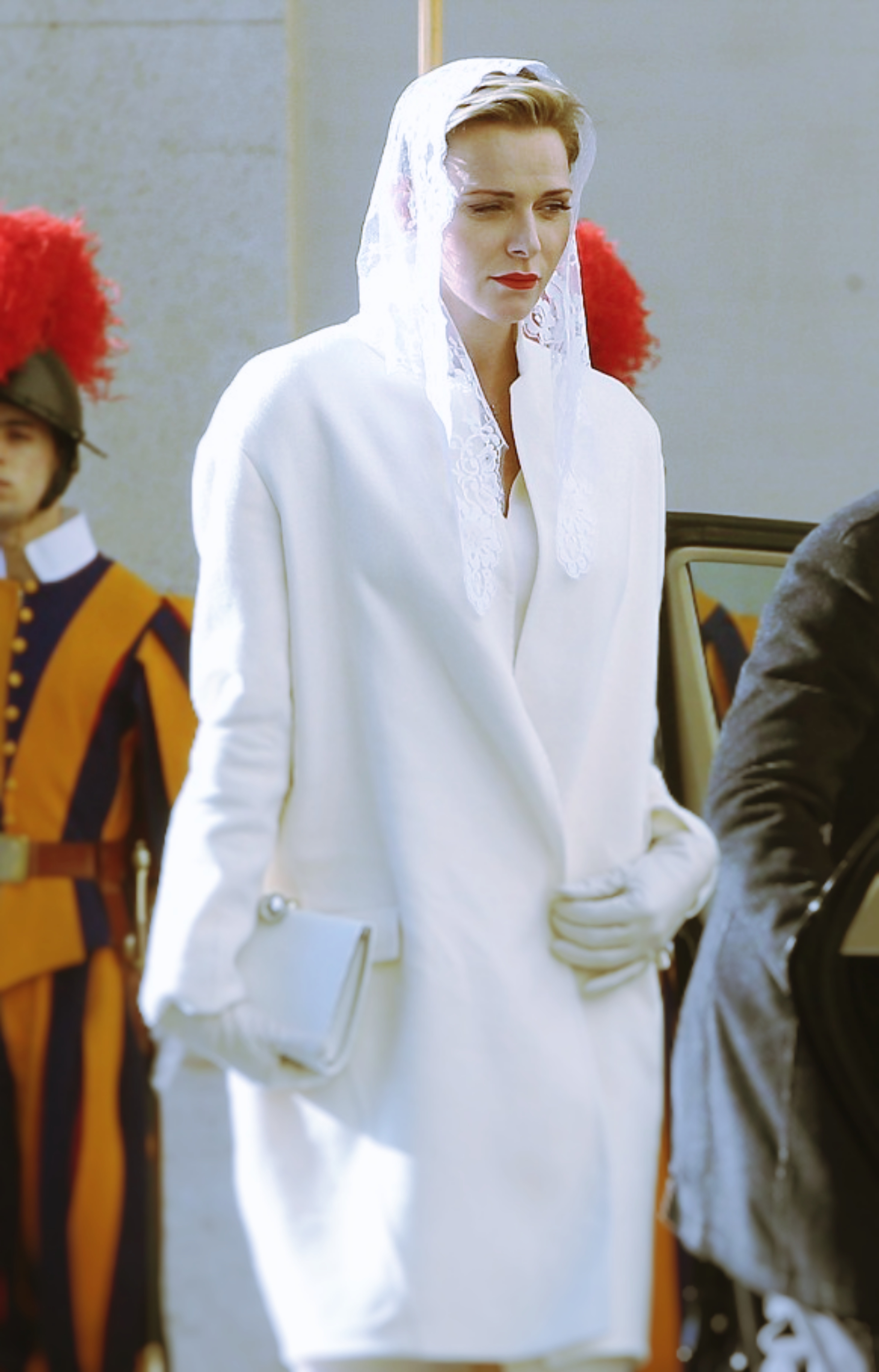
La principessa Charlène veste col privilegio del bianco all'udienza con papa Benedetto XVI il 12 gennaio 2013

In quanto consorte di un sovrano di fede cattolica, la principessa Charlène gode del privilegio di vestirsi di bianco durante le udienze pontificie.
La sua infanzia in Africa ha fortemente influenzato la scelta della principessa di adoperarsi in favore dei bambini più poveri nei paesi in via di sviluppo. Assieme al marito, infatti, è presente regolarmente a cerimonie benefiche in tutto il mondo. Con questo scopo è anche associata all'AmfAR. È inoltre membro del MONAA, un'associazione monegasca per la lotta all'autismo. L'8 luglio 2011 Charlène ha incontrato il Premio Nobel per la pace, l'arcivescovo sudafricano Desmond Tutu, per la promozione della sua opera contro l'AIDS, divenendo co-presidente della The Giving Organisation Trust, un'organizzazione che raggruppa dieci opere caritatevoli nella lotta contro l'HIV
Nel 2012 Charlène di Monaco ha creato una propria fondazione, la Fondation Princesse-Charlène à Monaco, in favore delle donne e dei bambini in difficoltà nel mondo. Questa opera si è orientata sin dall'inizio nel favorire la causa attraverso lo sport. La principessa, come del resto anche suo marito, ha ribadito in diverse occasioni pubbliche la sua particolare propensione nell'intendere lo sport come momento di forti valori educativi. A tal proposito, nel 2013, ha lanciato il programma "Learn to Swim" in Sudafrica. Il 27 maggio 2011 il comitato per le Olimpiadi Speciali ha annunciato la nomina dell'allora principessa promessa Charlène al ruolo di ambasciatore del movimento nel mondo, incaricata nello specifico della promozione al rispetto e all'inclusione nello sport per le persone con disabilità intellettive.
La principessa Charlène è inoltre presidente onoraria della Croce Rossa del Sudafrica (suo marito è presidente della Croce Rossa monegasca). Con l'istituzione della Croce Rossa monegasca, Charlène partecipa ai principali avvenimenti da essa organizzati a Monaco, come l'annuale Bal de la Croix Rouge o il Bal de la Rose, che si tengono per raccogliere fondi a beneficio della fondazione della principessa Grace di Monaco.
Tra le altre passioni particolari della principessa, spiccano sicuramente il surf e l'escursionismo in montagna che pratica regolarmente, oltre alla lettura di testi di poesia etnica del Sudafrica. È anche un'amante dell'arte contemporanea. È presidente onoraria della Born Free Foundation per la protezione degli animali minacciati di estinzione nel mondo, riconfermando l'impegno ambientale nei confronti della fauna che da metà Ottocento vede il principato di Monaco in prima linea assieme alle organizzazioni mondiali dedite a questo stesso scopo.

## Titoli, onorificenze e stemma

### Titoli e trattamento
- 25 gennaio 1978 – 1 luglio 2011: Miss Charlène Wittstock
- 1 luglio 2011 - attuale: Sua Altezza Serenissima, la Principessa consorte di Monaco

Il titolo e trattamento completo di Charlène è il seguente:
"Sua Altezza Serenissima Charlène, Principessa consorte di Monaco".
Charlène non usa il proprio cognome, bensì col matrimonio ha acquisito quello del marito, Grimaldi. Ha ricevuto i titoli in virtù del matrimonio, in quanto Alberto II di Monaco è principe di Monaco. In occasione del matrimonio è stato creato un monogramma raffigurante le iniziali degli sposi.
 Altri titoli ufficiali:
- Duchessa de Valentinois
- Duchessa de Mazarin
- Duchessa de Mayenne
- Principessa de Château-Porcien
- Marchesa de Chilly-Mazarin
- Marchesa de Guiscard
- Marchesa de Bailli
- Contessa de Ferrette, de Belfort, de Thann et de Rosemont
- Contessa de Torigni
- Contessa de Clèdes
- Contessa de Longjumeau
- Baronne de Calvinet
- Baronessa du Buis
- Baronessa de La Luthumière
- Baronessa de Hambye
- Baronessa d'Altkirch
- Baronessa de Saint-Lô
- Signora d'Issenheim
- Signora de Saint-Rémy
- Signora de Matignon

### Stemma
Prima del matrimonio di Charlène col principe di Monaco, la famiglia Wittstock non utilizzava uno stemma nobiliare in quanto non titolata. Lo stemma è stato ricreato in vista del matrimonio col principe di Monaco, partendo da ricerche araldiche condotte in Germania, con la seguente blasonatura:
Lo stemma è stato concesso al momento del suo matrimonio con il principe Alberto II al padre di Charlène, definito tecnicamente capo armigero della casata dei Wittstock (ma non titolato, dal momento che l'unica a possedere dei titoli rimane la figlia Charlène).
In occasione del suo matrimonio Charlène ha ottenuto un nuovo stemma personale, accostando le armi del marito con le sue. La blasonatura è la seguente:

## Ascendenza

Il monogramma personale della principessa Charlene.

Il monogramma personale della principessa Charlene e del principe Alberto II di Monaco.

|                            |                          |                           | Genitori                 |  |  | Nonni |  |  | Bisnonni                |  |  | Trisnonni                 |  |
|                            |                          |                           |                          |  |  |       |  |  | Heinrich Carl Wittstock |  |  | Martin Gottlieb Wittstock |  |
|                            |                          |                           |                          |  |  |       |  |  | Heinrich Carl Wittstock |  |  | Martin Gottlieb Wittstock |  |
|                            |                          | Johanne Luise Schönknecht |                          |  |  |       |  |  | Heinrich Carl Wittstock |  |  |                           |  |
| Dudley Kenneth Wittstock   |                          |                           |                          |  |  |       |  |  | Heinrich Carl Wittstock |  |  |                           |  |
|                            |                          | Olive Florence Caldwell   | William James Caldwell   |  |  |       |  |  |                         |  |  |                           |  |
|                            |                          | Olive Florence Caldwell   | William James Caldwell   |  |  |       |  |  |                         |  |  |                           |  |
|                            |                          | Olive Florence Caldwell   | Mary Ann Baker           |  |  |       |  |  |                         |  |  |                           |  |
| Michael Kenneth Wittstock  |                          | Olive Florence Caldwell   |                          |  |  |       |  |  |                         |  |  |                           |  |
|                            |                          | Henry Nicolson            | Albert Nicolson          |  |  |       |  |  |                         |  |  |                           |  |
|                            |                          | Henry Nicolson            | Albert Nicolson          |  |  |       |  |  |                         |  |  |                           |  |
|                            |                          | Henry Nicolson            | Sarah Frances Barrett    |  |  |       |  |  |                         |  |  |                           |  |
| Sylvia Fagan Nicolson      |                          | Henry Nicolson            |                          |  |  |       |  |  |                         |  |  |                           |  |
|                            |                          | Marjorie Winifred Nelson  | Charles Nelson           |  |  |       |  |  |                         |  |  |                           |  |
|                            |                          | Marjorie Winifred Nelson  | Charles Nelson           |  |  |       |  |  |                         |  |  |                           |  |
|                            |                          | Marjorie Winifred Nelson  | Ellen Jane Wellbourne    |  |  |       |  |  |                         |  |  |                           |  |
| Charlène Lynette Wittstock |                          | Marjorie Winifred Nelson  |                          |  |  |       |  |  |                         |  |  |                           |  |
|                            | Ernest James Humberstone | Herbert James Humberstone |                          |  |  |       |  |  |                         |  |  |                           |  |
|                            | Ernest James Humberstone | Herbert James Humberstone |                          |  |  |       |  |  |                         |  |  |                           |  |
|                            | Ernest James Humberstone | Anne Deacon               |                          |  |  |       |  |  |                         |  |  |                           |  |
| Brian James Humberstone    | Ernest James Humberstone |                           |                          |  |  |       |  |  |                         |  |  |                           |  |
|                            |                          | Lilian Cecilia Paul       | Cecil Arthur Paul        |  |  |       |  |  |                         |  |  |                           |  |
|                            |                          | Lilian Cecilia Paul       | Cecil Arthur Paul        |  |  |       |  |  |                         |  |  |                           |  |
|                            |                          | Lilian Cecilia Paul       | Florence Rosina Webb     |  |  |       |  |  |                         |  |  |                           |  |
| Lynette Humberstone        |                          | Lilian Cecilia Paul       |                          |  |  |       |  |  |                         |  |  |                           |  |
|                            |                          | Charles Ernest Openshaw   | …                        |  |  |       |  |  |                         |  |  |                           |  |
|                            |                          | Charles Ernest Openshaw   | …                        |  |  |       |  |  |                         |  |  |                           |  |
|                            |                          | Charles Ernest Openshaw   | …                        |  |  |       |  |  |                         |  |  |                           |  |
| Violet Openshaw            |                          | Charles Ernest Openshaw   |                          |  |  |       |  |  |                         |  |  |                           |  |
|                            |                          | Alice Isabella McMaster   | Alfred Clarence McMaster |  |  |       |  |  |                         |  |  |                           |  |
|                            |                          | Alice Isabella McMaster   | Alfred Clarence McMaster |  |  |       |  |  |                         |  |  |                           |  |
|                            |                          | Alice Isabella McMaster   | Louisa Susanna Kotze     |  |  |       |  |  |                         |  |  |                           |  |
|                            |                          | Alice Isabella McMaster   |                          |  |  |       |  |  |                         |  |  |                           |  |

## Palmarès
- Giochi Panafricani
1999:
oro 100 m stile libero, 100 m dorso
argento staffetta 4 × 100 m stile libero